# Merga galleri
Merga galleri is een hydroïdpoliep uit de familie Pandeidae. De poliep komt uit het geslacht Merga. Merga galleri werd in 1962 voor het eerst wetenschappelijk beschreven door Brinckmann. 